# Pedang
Der Pedang  (Pedeeng, Pedeng, Peudeueng, Podoeng, Podueng) ist ein Säbel aus Indonesien. Es gibt drei verschiedene Grundversionen die unterschiedlich beschrieben werden.

## Beschreibung
- Pedang Typ 1

Der Pedang hat eine gebogene, einschneidige Säbelklinge. Die Klinge hat einen starken Hohlschliff, der vom Heft (indon.Hulu Meu Apet) bis kurz vor den Ortbereich läuft. Das Heft besteht meist aus Metall und ist in der Form ähnlich dem Heft des Talwar. Der Korb besteht oft aus einem gewobenen Metalldraht (indon.Kabat, in der region Gayo auch Kobot) der auch aus Silber- oder Golddraht hergestellt ist (Teur Hat Meueh). Ab etwa 1900 sind diese gewobenen Metalldrähte dichter beisammenliegend hergestellt als bei früheren Exemplaren. Auf der Innenseite ist er mit einer Art Kissen (indon. Bantai) ausgestattet, das zur Polsterung der Hand dient. Das Parier ist mit einer t-förmigen Zwinge verbunden, die zur besseren Befestigung vom Heft an der Klinge dient. Der Knauf ist vom Heft abgebogen und endet in einer halbkugelförmigen Schale. Am Heftende ist ein leicht gebogener, scharfer Dorn angebracht. Die gebogenen Pedang stammen meist aus ausländischer Fabrikation. Von den Kriegern aus Sumatra wird er als nicht besonders gebräuchlich für den Kampf bewertet, da sie eher eine Klinge bevorzugen, bei der der Schwerpunkt nahe am Ort liegt. Daher ist er meist als eine zeremonielle Waffe im Gebrauch. Die Klingen stammen meist aus Europa, der Türkei, Arabien oder aus englisch-indischer Produktion. Die Klingen wurden auch in Sumatra hergestellt, wobei die Schmiedemarken der ausländischen Produzenten mit übernommen und gefälscht wurden. In Sumatra hergestellte Klingen haben oft damaszenerähnliche Klingen, der Rücken ist konkav und die Schneide konvex geformt. Die Klingen sind mit einer- oder drei Hohlschliffen ausgestattet. Länge, Tiefe und Breite können variieren. Am Heftende ist oft eine kleine, kronenförmige Kappe (indon.Tampo) angebracht. Die Pedang die mit einer solchen "Krone" ausgestattet sind nennt man "Peudeueng Meutampoh". Die Scheiden (indon. Sarung) wird aus Büffelhau, oder zweiteilig aus Holz hergestellt. Die Holzscheiden sind üblicherweise mit rot- oder schwarz gefärbter Büffelhaut überzogen. Wenn kein Lederüberzug benutzt wird, werden die Scheidenhälften mit Metallbändern zusammengehalten. In diesem Fall sind die Enden der Scheide mit Metallbeschlägen ausgestattet und oft mit filigranen Metallverzierungen, Edelsteinen oder auch mit Stickereien verziert. Sind die Metallbeschläge aus Gold gefertigt nennt man diese Version "Peudeueng Sarong Meueh". Die Scheiden haben oft ein Mundstück (indon. Jambang) das Separat aus Holz oder Elfenbein gefertigt ist.
- Pedang Typ 2

Der Pedang Typ 2 hat eine leicht gebogene Klinge. Das Heft ist in der Form einer Wayang-Figur gearbeitet. Das Mundstück der Scheiden ist breiter gestaltet als bei den anderen Versionen und steht dadurch über den Scheidenmund heraus, speziell auf der Seite der Schneide.
- Pedang Typ 3

Die Klinge des Pedang 3 ist leicht gebogen oder auch gerade. Die Klingen sind fein gearbeitet und bestehen oft aus indischem Damaszenerstahl (Parmor) oder sind mit Inkrustierungen verziert. Das Heft besteht aus Horn. Am Ort sind oft geschmiedete Verzierungen ausgearbeitet. Die Klingenseiten sind flach oder leicht konkav. Der Knauf ist mit blattförmigen Verzierungen geschnitzt und oft versilbert. Die Versilberung kann über den gesamten Heft laufen, nur im unteren Bereich des Hefts zur Klinge hin oder von der Klinge bis zu dem geschnitzten Knauf. An der Versilberung sind oft Verzierungen durch Prägungen angebracht. Die Scheiden bestehen aus Holz das fein bearbeitet ist oder sie sind ebenfalls versilbert. Bei manchen Scheiden sind silberne Bänder zur Befestigung und Dekoration angebracht.
Der Pedang wird von Ethnien in Indonesien benutzt.